# Trepidina
Trepidina là một chi bướm đêm thuộc họ Geometridae.